# Dag van het Land

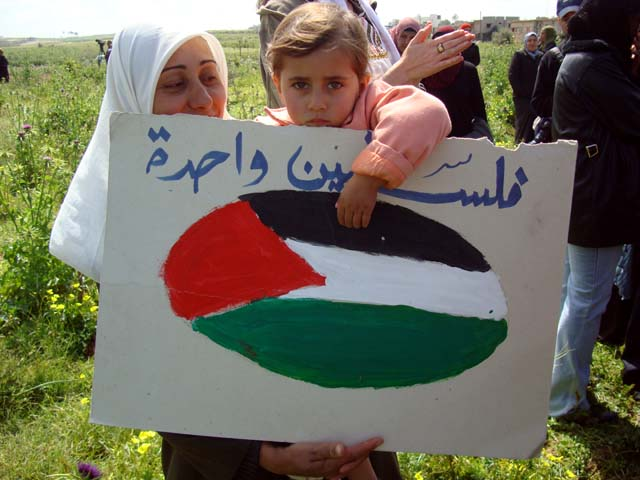
Een Palestijns kind houdt een bord vast dat de Dag van het Land aankondigt

De Dag van het Land ( يوم الأرض, Yom al-Ard ; יום האדמה, Yom Ha'adama ), 30 maart, is een herdenkingsdag waarop het Palestijnse volk terugblikt op de bloedige onderdrukking van een staking op die dag in 1976 tegen de inbeslagname van hun land door Israël. Er vielen toen zes doden.

## Gebeurtenissen

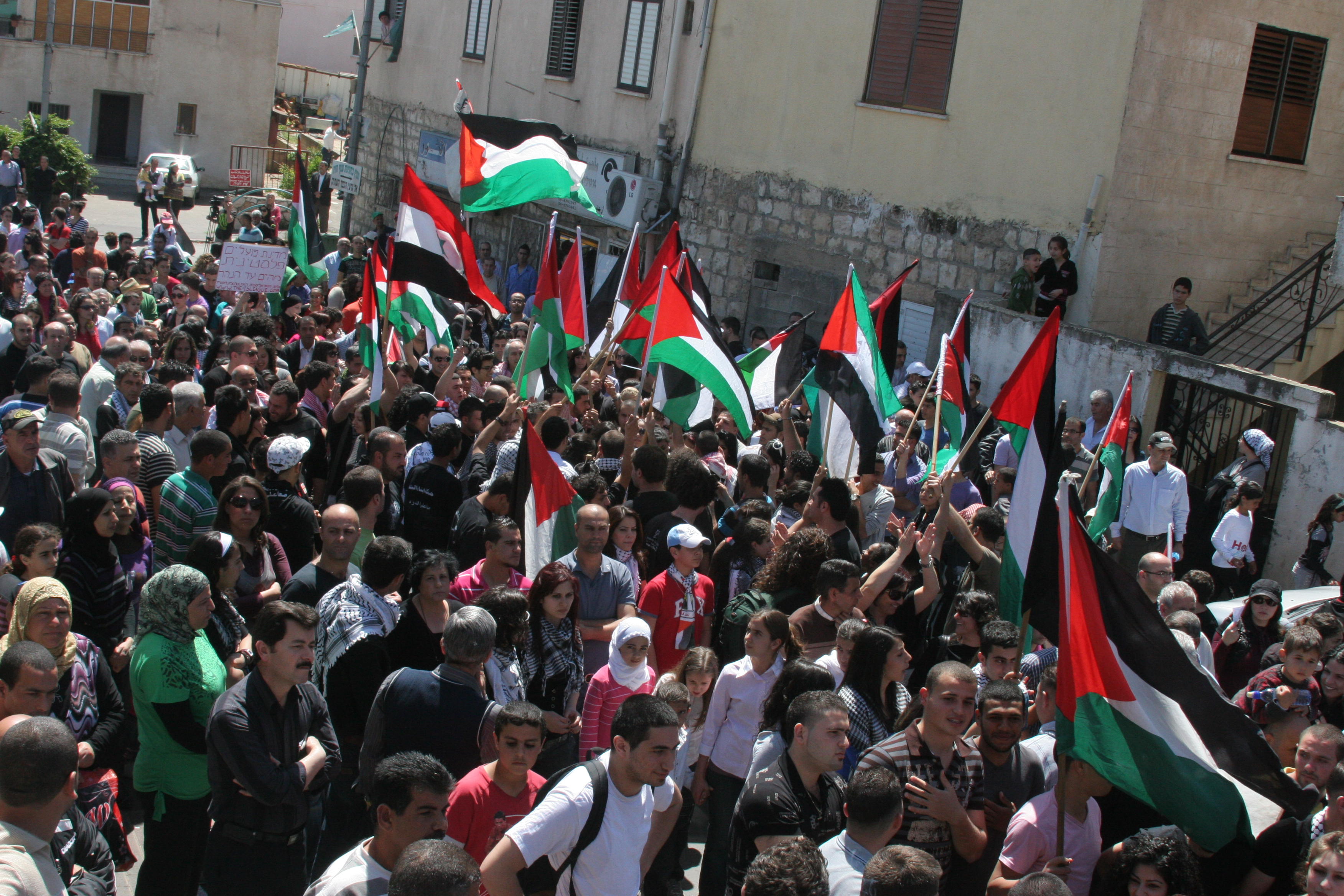
Herdenkingsdemonstratie op 30 maart 2010 in Sakhnine

Op 19 februari 1976 maakten de Israëlische autoriteiten bekend dat ze 25.000 dunam land (2.500 hectare) in Galilea zouden confisceren. Als reactie op dit besluit kondigden Palestijnen met de Israëlische nationaliteit een algemene staking af. Daartoe was opgeroepen door het Comité voor de Verdediging van de Arabische Landen, een front dat in september 1975 werd gevormd onder auspiciën van de toenmalige Rakah (Israëlische Communistische Partij). Deelnemende manifestanten waren dorpelingen, burgemeesters en gemeenteraadsleden uit Arabische dorpen in Galilea en de Driehoek, de regio met de tweede grootste Arabische bevolking binnen Israël, samen met de traditionele leiders van de Druzengemeenschap en stamhoofden van de Bedoeïenen van de Negev.
De staking vond plaats op 30 maart 1976. Door de aanwezigheid van het Israëlische leger, dat voor de veiligheid moest zorgen, veranderde de staking in een demonstratie en vervolgens in een opstand. Tegelijkertijd gingen Palestijnen op de Westelijke Jordaanoever en in Gaza in staking. Uiteindelijk vielen er zes doden, waren er een honderdtal gewonden en werden honderden mensen gearresteerd.

## Monument te Sakhnin
In de stad Sakhnin, die nu in Israël ligt maar waar voornamelijk Arabieren wonen, werd een monument opgericht ter nagedachtenis van de zes demonstranten die die dag in de stad omkwamen.
Dit Monument voor de slachtoffers is een Israëlisch-Palestijns werk uit 1978 van de kunstenaars Abed Abedi en Gershon Knispel. Knispel schrijft hierover: "Samen met mijn vriend en collega Abed Abdi heb ik dit monument opgetrokken om de 'kwade geest' te verdrijven en sporen van onrecht, diefstal, moord en onteigening te laten voor de toekomstige generaties die moeilijk zullen kunnen geloven dat dit echt gebeurd is. (...) Drieëndertig jaar zijn voorbijgegaan en we zijn nog steeds geïsoleerd, maar we blijven trouw aan onszelf en dat is onvervangbaar!".
Dit monument is een belangrijk baken in de geschiedenis van het collectief bewustzijn onder Palestijnen in Israël. Het is namelijk de eerste keer dat de opoffering van Palestijnen in de publieke ruimte van de staat Israël worden herdacht. Het werk vertoont geen enkel Palestijns nationaal symbool of verwijst hoe dan ook niet naar het Palestijnse verleden. Het wordt ervaren als een middel om een algemeen verdriet te uiten. Dit bijzondere kenmerk maakt dat het monument aanvaardbaar wordt geacht in de context van de staat Israël .

Herdenkingsmonument
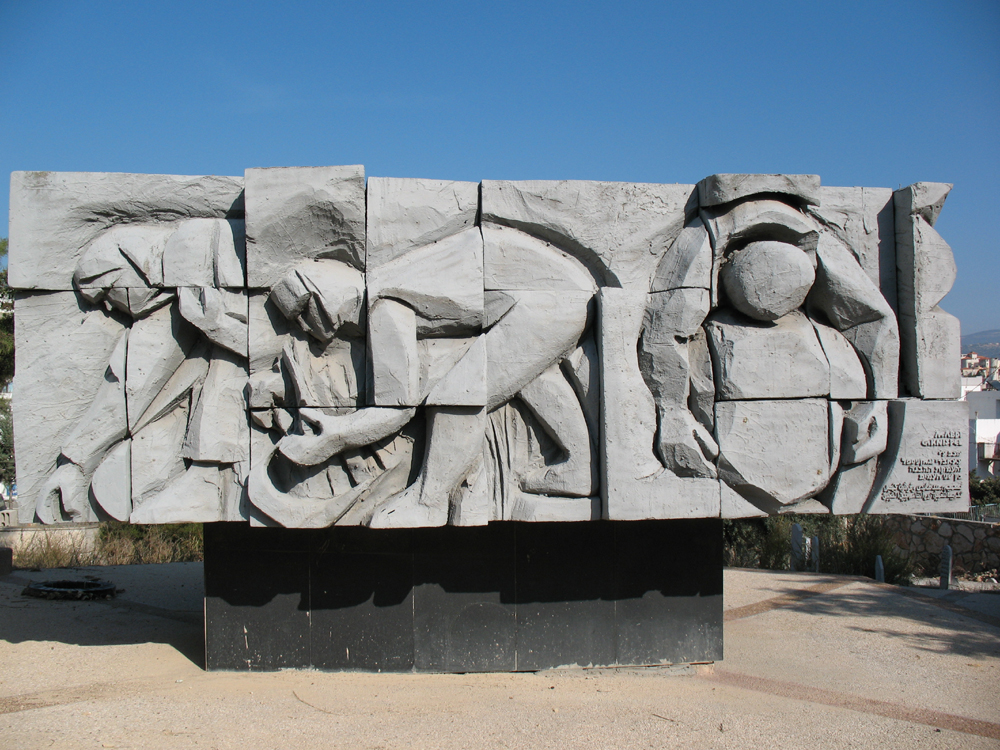
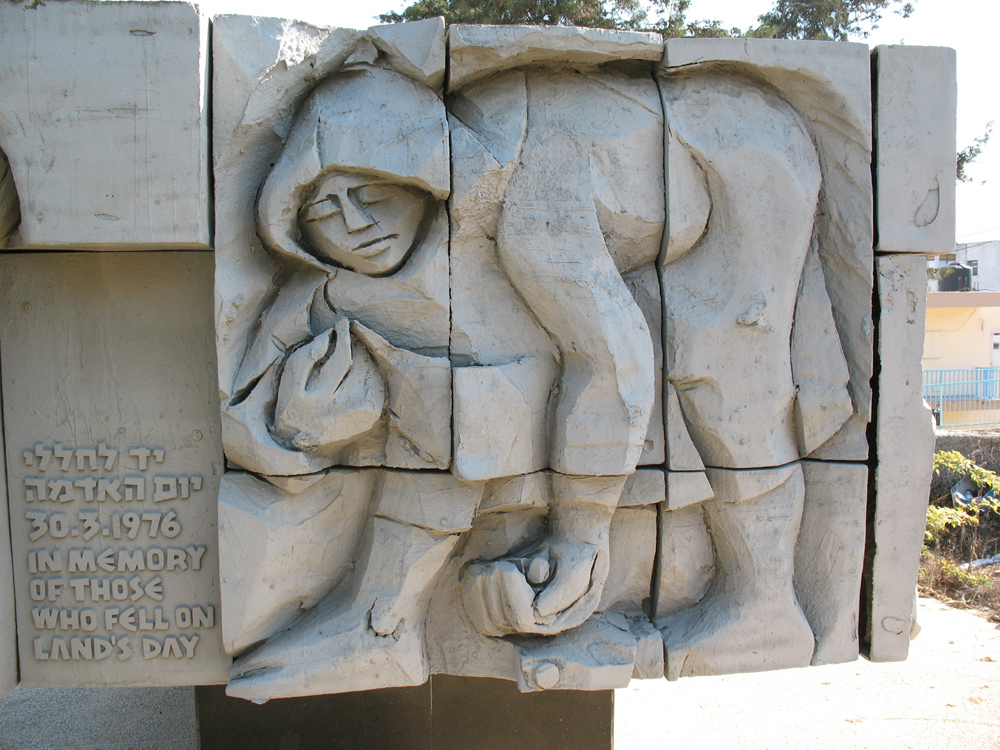